# Grammonota jamaicensis
Grammonota jamaicensis là một loài nhện trong họ Linyphiidae.
Loài này thuộc chi Grammonota. Grammonota jamaicensis được Charles Denton Dondale miêu tả năm 1959.